# لين وين
لين وين (12 يونيو 1948 -10 سبتمبر 2017) هو كاتب قصص مصورة أمريكي.